# سینت جورج بیسین، نیو ساوت ولز
سینت جورج بیسین (به انگلیسی: St Georges Basin) یک شهرک و دریاچه در استرالیا است که در نیو ساوت ولز واقع شده‌است.